# Володар світу (роман Бенсона)
«Володар світу» (англ. Lord of the World) — науково-фантастичний роман-антиутопія  англійського письменника та церковного діяча Роберта Г'ю Бенсона, де змальовано апокаліптичну картину майбутнього, в якому Антихрист намагається завойовати світ за допомогою соціалізму і гуманізму. Перше видання вийшло у 1907 році. Складається з передмови і 3 частин: «Пришестя», «Зустріч», «Перемога».

## Історія
Була написана під впливом сильних вражень від перебування в Римі. Його створено як своєрідну полеміку з гуманістом Е. Белламі та фантастом Г. Веллсом. Кардинал Ратцінгер, майбутній папа римський Бенедикт XVI, під час промови в Мілані в 1992 році згадав універсалізм, описаний у «Володарі світу». Папа римський Франциск здивував багатьох, коли в 2013, а потім і в 2015 році, порекомендував вірним прочитати «Володар світу» Роберта Г'ю Бенсона як книжку, що описує «глобалізацію гегемонічної однорідності». Українською твір було перекладено у 1970-х роках.

## Зміст
Початок подій розгортається у XXI ст. в Лондоні. Два католицьких священника — Персі Франклін та Джон Френсіс відвідують у катакомбах містера Темплтона, колишнього члена британського парламенту від Консервативної партії й католика за конфесією. Темплтон розповідає священникам події XX ст.
Лейбористська партія у 1917 році виграла вибори до парламенту й невдовзі захопила владу в усій Британській імперії, встановивши однопартійний лад. Слідом за цим було заарештовано королівську родину (це саме відбулося в інших європейських держав, де місцеві монархії було знищено), Палату Лордів ліквідовано, закрито Оксфордський і Кембриджський університети (те саме відбулося в інших країнах). Професори останніх перебралися до Ірландії.

Світ у Воло

Марксизм, атеїзм і світський гуманізм, які Темплтон описує як інструменти масонства, панують над культурою та політикою. Англіканське причастя було скасовано у 1929 році і, як і всі форми протестантизму, майже вимерло. Тепер у світі є лише три основні релігійні сили: католицизм, світський гуманізм та «східні релігії» (буддизм, іслам, конфуціанство, пантеїзм, суфізм).
Націоналізм був знищено марксистським інтернаціоналізмом, а увесь світ був розділений на три блоки. Перший, яка зазвичай позначена червоним кольором на мапах, є Європейська конфедерація марксистських однопартійних держав та їх колонії в Африці, які використовують есперанто для світової мови. Другий, позначений жовтим кольором, — це Східна імперія, чий імператор, Син неба, походить з японських та китайських імператорських родин. Третій, позначений синім — Американська республіка, яка складається з Північної, Південної та Центральної Америки.
Ці держави-блоки постійно воюють між собою. У 1970—1980-х роках Східна імперія розділила з Європейською конфедерацією Російську імперію, захопивши Сибір. Межею є Уральні гори. Також Британською імперією втрачено Індію, Австралію та Нову Зеландію. Після цих відомостей священники Франклін і Френсіс повертаються до Вестмінстерського собору, де вони натепер мешкають.
Наступна частина ведеться від члена парламенту від Лейбористської партії Олівера Бранда. У цей час Конфедерація та Імперія перебувають на межі великої війни. Еліта Європи вважає, що це стане кінцем світу. Прибуває делегація від Американської республіки, яка бере на себе посередницьку місію між Європейською конфедерацією та Східною імперією. Місію очолює сенатор Джуліан Фельсенбург, що виступає перед населенням обох блоків.
Водночас в самій Конфедерації напружені стосунки між світською владою на чолі із лейбористами та католицькою церквою. Перші вважають необхідність впровадження ідей гуманізму, відповідно до яких не було Бога, окрім людини, немає священика, окрім політика, і немає пророка, окрім вчителя. Разом з тим Рим було передано папі римському Іоанну XXIV, який перетворив його в анклав на кшталт Гонконгу, а столицю Італійської республіки було перенесено до Турину. Разом з тим заборонено вільну торгівлю з Американською республікою, що викликає дедалі більше невдоволення підприємців.
В цей час Мейбл, дружина Олівера стає свідком аварії, де гинуть, отримують каліцтва і поранення людини. За рішення Державного міністерства Евтаназії останніх присипляють, а отець Франклін здійснює католицьку обряди над помираючими. Олівер Бранд, дізнавшись про це, намагається висвіяти християнські обряди. Серед католиків поширюється думка про необхідність встановлення нового релігійного порядку. Невдовзі Олівера Бранда поранено фанатиком-католиком. Також виявляється, що Фельсенбург влаштував марксистську революцію, вбивши Сина неба й захопив владу у Східній імперії. Після цього Фельсенбург вирушає до Лондона.
На лондонському воксалі отець Франклін зустрічає натомп, що слухає Фельсенбурга. На деякий час під впливом промови навіть починає йому вірити. Проте віра в християнське вчення є сильніше. Навкруги натовп волає про загальне братерство й припинення війн.
Олівер Бранд повідомляє дружині, що мусульман оголосили Фельсенбурга махді. також він володіє усіма мовами світу. Фельсенбург оголошує про період Всесвітнього братерства, настання нового, освіченого століття, встановлення миру на всій Землі. В цей час о. Фраклін через Францію прибуває до Риму, де його чекає папа римський папа Іоанн XXIV. Разом обговорюють необхідні кроки католицької церкви перед загрозами з боку Фельсенбурга. Франлкін пропонує провести реформи з стандартизації та централізації католицьких установ, зокрема ліквідувати Східні католицькі церкви, а члени конклаву кардиналів повинні постійно мешкати у Римі. Також слід на думку Франклін створити новий духовний орден, члени якого будуть вільніше, ніж єзуїти, бідніші від францисканців, помірніші, ніж картезіани. Фракліна призначають помічником кардинала — протектора Англії.
Фельсенбурга обирають президентом Європи (разом з тим залишився імператором Східної імперії та очолив Американську республіку). Йому передано необмежені права на 3 роки. Встановлюється єдина столиця Європи. Основною ідеологією нового утворення — Європейської республіки — стає гуманітаризм, який ґрунтується на ідеях рівності, братерства й постійного вдосконалення людства. .
Невдовзі Франкліна призначено кардинал-протектором Англії. Франклін пропонує папі римському оголосити анафему марксизму та масонству, але той оголошує про створення Ордену Христа, Розп'ятого, для поширення християнської віри. Тим часом президент Фельзенбург дав доручення парламентам Європи запроваджувати щотижневі гуманістичні церемонії на основі ритуалів масонства у всіх соборах та церквах, які не знаходяться у власності католицькій церкві. Крім того, впроваджуються щорічні фестивалі материнства, життя, догляду та батьківства. Олівера Бранда призначено міністром громадського спорту.
Своєю чергою папа римський та його кардинали пропагують Орден Христа, Розп'ятого, члени якого починають поступово переслідуватися натовпом. Водночас відбувається консолідація католиків в усьому світі. Кардинал Франклін та німецькі католики запланували підірвати президента Фельсенбурга, коли той буде у Вестмінстерському абатстві. дізнавшись про це папа римський відправляє кардинала Штейнмана, щоб запобігти цьому. Але в цей час прибувають волори (літаки), які спрямував Фельсенбург, дізнавшися про плани кардинала Франкліна. Президент Європи наказав бомбардувати Рим та Ватиканський палац. У результаті гине папа римський та більшість кардиналів. скориставшись цим Фельсенбург ініціює наступ на католицьку церкву по всій Європі, внаслідок чого знищено або захоплено більшість церков і монастирів. після цього Фельсенбурга оголошують Володарем і богом.
Але кардинал Франклін зумів врятуватися, перебравшись до Палестини. Невдовзі його обирають новим папою римським — під ім'ям Сильвестр III. Своєю резиденцією робить місто Назарет. Латинській патріарх Єрусалиму вважає, що новий папа римський і президент Європи є антитезою один одного. Сильвестр ІІІпроводить реформування католицької церкви задля спротиву Фельсенбургу. Також відновлюється колегія кардиналів. Папа римський спілкується з мірянами через радіо.
Разом з тим Фельзенбург склав Закон про тест — всі люди світу повинні або формально відкинути існування Бога або бути страчені без суду. Також Фельсенбург від кардинала Долговського дізнався про нового папу римського та його діяльність. Тому отримує від Ради країн згоду на знищення Сильвестра III, який заважає встановленню єдиного порядку. Заплановано знищення Назарету на кшталт як це трапилося із Римом.
На чолі флотилії волорів Фельсенбург летить на Назарет. Папа римський відмовляється тікати й ховатися. Натомість молиться про Друге Пришестя Ісуса Христа. Волори-літаки скидають запалювальні бомби на Назарет та резиденцію Сильвестра III. Роман завершується висловом: «Тоді цей світ минув, і слава його!»

## Здійснені факти та винаходи
- Європейський парламент і Рада Європи
- глобалізація
- певна перевага ідей гуманізму (гуманітарного руху) над принципами церкви
- евтаназія. У романі існує спеціальне Міністерство евтаназія задля уходу людей похилого віку. Сьогодні евтаназія на законодавчому рівні існує в декількох країнах.
- тривалі перельоти на магістральних літаках (волорах), літаки-бомбордувальники
- зброя масового знищення (вогняні бомби)